# Thư viện Trung tâm dành cho người mù của Đức
Thư viện Trung tâm dành cho người mù của Đức (tiếng Đức: Deutsche Zentrum für barrierefreies Lesen, earlier Deutsche Zentralbücherei für Blinde), viết tắt DZB, là một thư viện công cộng dành cho người khiếm thị nằm ở thành phố Leipzig, Sachsen, Đức. Bộ sưu tập 72.300 cuốn sách của nó nằm trong số lớn nhất tại các quốc gia nói tiếng Đức. Tổ chức này bao gồm một thư viện cho mượn sách, một nhà xuất bản và một trung tâm nghiên cứu về truyền thông không rào cản. Nó cũng có các cơ sở sản xuất sách chữ nổi, sách nói và âm nhạc chữ nổi. DZB xuất bản khoảng 250 đầu sách mới hàng năm. Được thành lập vào năm 1894, DZB là thư viện dành cho người mù lâu đời nhất ở Đức.

## Lịch sử
Một hiệp hội tư nhân, Hiệp hội mua sắm sách in lớn và cơ hội làm việc cho người mù (tiếng Đức: Verein zur Beschaffung von Hochdruckschriften und Arbeitsgelegenheit für Blinde zu Leipzig), được thành lập tại Leipzig năm 1894 để cung cấp tài liệu và việc làm cho người mù. Nó được thiết lập trong nhà sách và phát triển thành thư viện đầu tiên dành cho người mù ở Đế quốc Đức. Không lâu sau, xã hội thành lập nhà xuất bản và báo in riêng. Một tổ chức từ thiện, Verein zur Förderung der Deutschen Zentralbücherei für Blinde, được thành lập vào năm 1916 để hỗ trợ và quảng bá thư viện. Đến thời điểm này, hơn 5.000 cuốn chữ nổi đã có sẵn và nó đã có 1.200 người dùng thường xuyên.
Sau Thế chiến I, số lượng người dùng tăng mạnh và đến năm 1926, DZB có 3.500 người dùng. Cuộc đại khủng hoảng buộc thư viện rơi vào tình trạng khắc khổ cứng nhắc, dẫn đến cắt giảm ngân sách và sa thải. Năm 1935, DZB chuyển đến nhà xuất bản thương mại Druckhaus Klepzig trên Täubchenweg ở Leipzig. Tòa nhà này sau đó đã bị phá hủy trong một cuộc tấn công ném bom của quân Đồng minh vào tháng 12 năm 1943 và hơn 30.000 cuốn sách của thư viện đã bị mất. Những gì còn sót lại của bộ sưu tập đã được thiết lập tại một địa điểm khác tại Döbeln vào năm 1944.

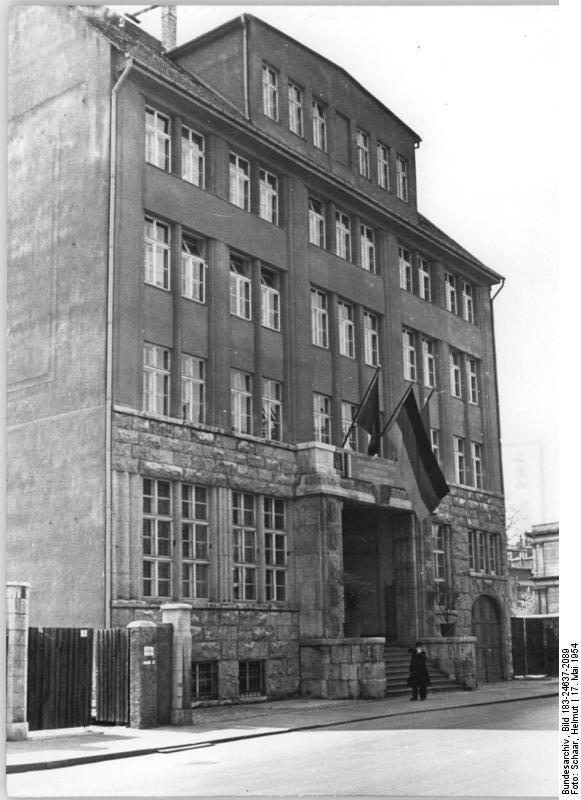
DZB năm 1954

Trước hậu quả của Thế chiến II, DZB đã chuyển đến các khu vực mới trên Weißenfelser Straße với bộ sưu tập 1.802 cuốn sách. Thông qua quyết định của chính quyền tỉnh vào ngày 7 tháng 11 năm 1946, thư viện được tuyên bố là một tổ chức công cộng. Đến năm 1949, bộ sưu tập của thư viện đã đạt 10.000 tập sách. Năm 1952, DZB xuất hiện dưới sự bảo trợ của Bộ Giáo dục Đông Đức và năm 1955, nó đã chịu sự điều chỉnh của Bộ Văn hóa. Vào năm 1954, thư viện đã chuyển vào tòa nhà vẫn còn được sử dụng cho đến ngày nay tại Gustav-Adolf-Straße (Phố Gustavus Adolphus).
Sau khi thống nhất nước Đức, DZB trở thành một cơ quan của Bộ Khoa học và Nghệ thuật của Nhà nước Tự do mới của bang Sachsen.

## Kho sách
Tính đến tháng 12 năm 2011, thư viện giữ khoảng 72.300 đầu sách. Một phần nghiên cứu chứa sách, tạp chí định kỳ và chuyên khảo về khiếm thị. Ngoài ra, DZB thường xuyên xuất bản 18 tạp chí khác nhau bằng chữ nổi và phiên bản âm thanh. Bộ sưu tập của DZB bao gồm:
- 72.300 tổng số 
  - 21.900 cuốn sách chữ nổi
  - 19.000 audiobook DAISY
  - 6.100 sách nhạc chữ nổi
  - 5.000 cuốn sách khoa học và chuyên khảo về khiếm thị

Mỗi năm DZB sản xuất khoảng 250 tựa s mới. Nó có một đội ngũ 77 nhân viên, 15 người trong số họ là người khuyết tật. Theo DZB, "hơn 5.000 thành viên sử dụng các dịch vụ khác nhau của thư viện." 